# كوب زجاجي
الكوب الزجاجي يسمى أحيانًا دورق (بالألمانية: Becherglas) وهو وعاء يصنع غالباً من الزجاج ويستخدم لتحريك وخلط ومزج السوائل في المختبرات الكيميائية.
الكؤوس الزجاجية المستخدمة في المختبرات لها شكل أسطواني ذات قعر مسطح، ولها قياسات مختلفة من بعض الميلليلترات إلى العديد من الليترات. يتم صنع الكأس الزجاجي المختبري من زجاج البوروسيليكات الذي يمتاز أنه متين ومقاوم للحرارة وشفاف.